# Androsace duthieana
Androsace duthieana är en viveväxtart som beskrevs av Paul Erich Otto Wilhelm Knuth. Androsace duthieana ingår i släktet grusvivor, och familjen viveväxter. Inga underarter finns listade i Catalogue of Life.